# 日高厚賀インターチェンジ
日高厚賀インターチェンジ（ひだかあつがインターチェンジ）は、北海道沙流郡日高町字美原にある日高自動車道のインターチェンジである。

## 歴史
- 2018年（平成30年）4月21日 : 日高門別IC - 日高厚賀IC間（門別厚賀道路）開通に伴い供用開始[1]。
- 2025年（令和7年）度 : 日高厚賀IC - 新冠IC間（厚賀静内道路）開通予定[2]。

## 周辺
- 庄野牧場
- 厚賀コミュニティセンター
- 厚賀幼稚園
- 厚賀小学校
- 厚賀中学校

## 接続道路
- 直接接続
  - 北海道道208号比宇厚賀停車場線

- 間接接続
  - 国道235号（一般道路）

## 隣
E63 日高自動車道（門別厚賀道路 / 厚賀静内道路）
(7) 日高門別IC - (8) 日高厚賀IC - 新冠IC（事業中）